# David Howard Thornton
David Howard Thornton (Huntsville, 30 de noviembre de 1979) es un actor estadounidense de cine y televisión, reconocido principalmente por su personaje Art el payaso en la franquicia de terror Terrifier.

## Carrera
Thornton ha representado a Art el payaso en los filmes Terrifier (2016), Mistress Peace Theatre (2020), Terrifier 2 (2022), Bupkis (2023) y Terrifier 3 (2024). Otros de sus roles destacados en producciones de cine, televisión y videojuegos incluyen Two Worlds II: Pirates of the Flying Fortress (2011), Ride to Hell: Retribution (2013), Invizimals: The Lost Kingdom (2013), Gotham (2017), The Bravest Knight (2019), The Exigency (2019), Alma's Way (2021) y The Mean One (2022).

## Filmografía

### Cine
| Año  | Título             | Papel              | Notas |
| ---- | ------------------ | ------------------ | ----- |
| 2015 | Miss Hokusai       | Voces adicionales  | Voz   |
| 2016 | Terrifier          | Art el payaso      |       |
| 2019 | The Exigency       | Bumbo              | Voz   |
| 2021 | The Dark Offerings | Tim Cobb           |       |
| 2022 | Terrifier 2        | Art el payaso      |       |
| 2022 | The Mean One       | El Grinch          |       |
| 2024 | Stream             | Jugador número dos |       |
| 2024 | Terrifier 3        | Art el payaso      |       |

### Televisión
| Año       | Título                 | Papel              | Notas       |
| --------- | ---------------------- | ------------------ | ----------- |
| 2016–2017 | Nightwing: Escalation  | El Joker           | 6 episodios |
| 2017      | Gotham                 | Orderly            | 1 episodio  |
| 2019      | The Bravest Knight     | Billy Goats / Newt | 2 episodios |
| 2020      | Mistress Peace Theatre | Art el payaso      | 1 episodio  |
| 2021      | Alma's Way             | SFX Box            | 1 episodio  |
| 2023      | Bupkis                 | Art the Clown      | 1 episodio  |

### Videojuegos
| Año  | Título                                        | Papel                           | Notas |
| ---- | --------------------------------------------- | ------------------------------- | ----- |
| 2011 | Two Worlds II: Pirates of the Flying Fortress | Malvic / Volran / Tengo         | Voz   |
| 2013 | Ride to Hell: Retribution                     | Anvil / Dr. Blotter             | Voz   |
| 2013 | Invizimals: The Lost Kingdom                  | Shizoku / Metal Mutt / Toxitoad | Voz   |